# نشانه‌های راه
نشانه‌های راه (عربی: معالم في الطريق، آوانگاری: ma‘ālim fī t-tarīq) (به انگلیسی: Milestones) عنوان معروف‌ترین، موثرترین و آخرین اثر سید قطب عالم، نویسنده و نظریه‌پرداز مسلمان مصری‌ست که در زندان‌های جمال عبدالناصر نوشته شده است. در این زمان نوشته‌هایش، توسط دو خواهرش و زینب غزالی به اعضای اخوان رسانده می‌شد و به این ترتیب در سال ۱۹۶۴ سازمان جدیدی به‌طور سری بازسازی شد. این کتاب به بیش‌از ۲۰ زبان ترجمه شده و در سال ۱۳۷۷ نیز توسط محمود محمودی به فارسی ترجمه شد.
نویسنده این کتاب را در دههٔ ۱۹۶۰ میلادی در زندان و در شرایطی‌که سازمان اخوان‌المسلمین مصر در بدترین شرایط قرار داشت نوشت.